# Іщенко Олексій Максимович
Олексі́й Макси́мович І́щенко — український політик.
Кандидат технічних наук (2003). Перший заступник Міністра регіонального розвитку та будівництва України (01.2008-02.2009).
Народився 29.09.1951 у місті Барнаул, Алтайський край, Росія; українець;

## Життєпис

### Сім'я
- батько Максим Олексійович (1924—1996) — інженер, учасник ВВВ;
- мати Катерина Василівна (1926) — пенсіонерка;
- дружина Лариса Василівна (1964) — учитель;
- син Олександр (1975) — економіст;
- дочка Анна (1999).

### Освіта
- Київський автомобільно-дорожній інститут (1978), інженер-будівельник, «Будівництво мостів і тунелів»;
- Вища партійна школа при ЦК КПУ (1982);
- кандидатська дисертація «Розробка методики розрахунку на температурну тріщиностійкість асфальтобетонного покриття штучних споруд автомобільних доріг» (Національний транспортний університет, 2003).

### Кар'єра
- 1969—1971 — слюсар, завод «Торгмаш», м. Бровари.
- 1971—1973 — служба в армії.
- З 1973 — інженер-технолог, 07.1977-10.1978 — заступник начальника слюсарно-зварювального цеху, завод «Торгмаш».
- 08.1982-07.1984 — завідувач відділу пропаганди та агітації, 07.1984-03.1988 — завідувач оргвідділу, 03.1988-02.1989 — 2-й секретар, Броварський міськком КПУ.
- 02.1989-03.1998 — голова Броварської міськради народних депутатів.

## Політична діяльність
Народний депутат України 3-го скликання 03.1998-04.2002, виборчій округ № 96, Київська область. З'явилось 70.8 %, за 15.6 %, 21 суперників. На час виборів: Броварський міський голова.
- Член фракції НДП (05.1998-01.1999), позафракційний (01.-02.1999), член фракції СДПУ(О) (з 02.1999).
- Член Комітету з питань державного будівництва, місцевого самоврядування та діяльності рад (з 07.1998).
- Заступник голови Комітету з питань державного будівництва та місцевого самоврядування.

- Член СДПУ(О) (з 1999);
- член Політради СДПУ(О) (з 06.2000);
- член Політбюра СДПУ(О) (з 03.2003);
- секретар Київського обкому СДПУ(О) (з 06.2004).

- 06.2002-01.2005 — заступник Глави Адміністрації Президента України, керівник Головного управління організаційно-кадрової роботи та взаємодії з регіонами[4].
- З 02.2005 — в групі будівельних компаній «Планета».
- 08.-09.2006 — керівник Служби Прем'єр-міністра України[5][6].
- 09.2006-02.2007 — заступник Міністра будівництва, архітектури та житлово-комунального господарства України[7][8].

## Нагороди та відзнаки
Почесна відзнака Президента України (08.1996).
Орден «За заслуги» II ступеня.
Почесна грамота КМ України (12.2000).
Заслужений будівельник України (01.2001).

## Інше
Захоплення: спорт, театр, мисливство, книги.